# Argentina agli XI Giochi olimpici invernali
L'Argentina partecipò agli XI Giochi olimpici invernali, svoltisi a Sapporo, Giappone, dal 3 al 13 febbraio 1972, con una delegazione di 2 atleti impegnati in una disciplina.